# Pavlodari Traktorgyár
A Pavlodari Traktorgyár, rövidítve PTZ (oroszul: Павлодарский тракторный завод) szovjet gépgyártó vállalat volt a kazahsztáni Pavlodarban. 1966-ban nyitották meg. Fő gyártmányai a lánctalpas mezőgazdasági vontatók voltak. A Szovjetunió felbomlása után a termelés visszaesett, majd 1999-ben megszűnt a gyár.

## Története

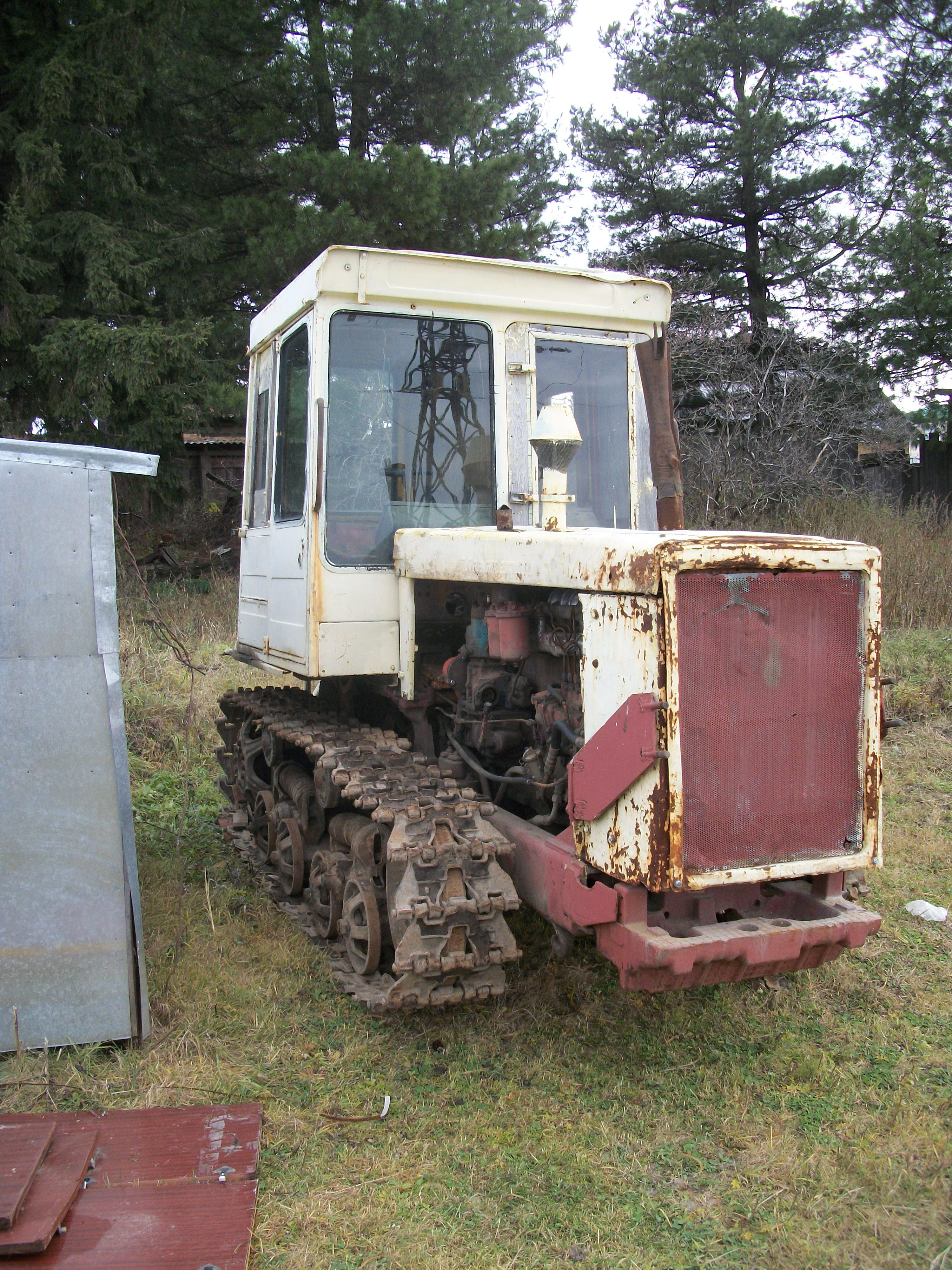
Pavlodarban gyártott DT–75ML lánctalpas traktor

Az 1950-es években kezdődött szűzföld-program (amely a kazah sztyeppék szántóföldé alakítását tűzte ki célul) miatt jelentősen nőtt a mezőgazdasági gépek, köztük a vontatók iránti igény Kazahsztánban. Ezért merült fel a traktorgyártás beindítása Kazahsztánban. Az 1960-as évek első felében építették fel a traktorgyárat Pavlodar északi részén. A gyárat hivatalosan 1966. március 4-én nyitották meg, de a csak 1968-ban indult el a traktorok sorozatgyártása. 1968-tól a Volgográdi Traktorgyárban (VgTZ) kifejlesztett és ott 1963-tól gyártott DT–75 lánctalpas traktor hajtóművének a sorozatgyártása, majd 1968. augusztus 12-től a teljes DT–75M lánctalpas traktor sorozatgyártása. A DT–75M változat gyártása később már csak Pavlodarban folyt. A Pavlodarban készített DT–75-ös traktorok kék színűek voltak, a vezetőfülke teteje fehér színt kapott, a motorburkolat mindkét oldalán szerepelt a „Kazahsztan” cirillbetűs felirat a típusjelzés után.  A DT–75M gyártása az 1980-as évek végéig folyt a Pavlodari Traktorgyárban.
Az 1980-as évek közepén kezdődött el a PTZ-nél a DT–75ML modell gyártása, amely elsősorban a tágasabb vezetőfülkében különbözött a DT–75M-től. Ez a modell csak Pavlodarban készült. Az 1990-es évek elején ennek két továbbfejlesztett változatát, a DT–90P-t és a DT–75T-t is gyártotta a PTZ.
A termelés 1984-ben érte el a csúcspontot, abban az évben a Pavlodari Traktorgyárban 55 ezer lánctalpas traktor készült. A Szovjetunió felbomlása után a pénzügyi háttér gyengülése, a technológiai hátrány és a piacok elvesztése miatt a gyártás jelentősen visszaesett, 1997-ben már csak 1879 traktor készült.
A csődbe jutott Pavlodari Traktorgyárat 1998-ban az almati Porseny cég vette meg és a traktorgyár alapjain létrehozta a Kazahsztantraktor nevű céget. A traktorgyáron alapulva egy mezőgazdasági gépipari ipari parkot akartak létrehozni. A projekt részeként a Pavlodarban a DT–75M továbbfejlesztéseként tervezett T–95.4 lánctalpas traktor gyártását akarták elindítani, amellett Belarusz márkájú (MTZ–80 és MTZ–82 típusú) gumikerekes traktorok és CASE 8240-es kombájnok licencgyártását is tervbe vették. Ezek a tervek azonban nem valósultak meg. A kazah kormány sem támogatja a versenyképtelen traktorgyártás felélesztését a pavlodari gyárban. A gyár területén napjainkban a Casting metallurgiai gyár működik.